# 6 Кита
6 Кита, сокращ. 6 Cet (латинизированный вариант лат. 6 Ceti является обозначением Флемстида) — одиночная звезда в экваториальном созвездии Кита. 6 Кита имеет видимую звёздную величину +4,89m, и, согласно шкале Бортля, видна невооружённым глазом на пригородном/городском небе (англ. Suburban/urban transition).
Из измерений параллакса, полученных во время миссии Hipparcos, известно, что звезда удалена примерно на 61,1 св. лет (18,7 пк) от Земли. Звезда наблюдается южнее 75° c. ш., то есть южнее о. Новая Земля, южнее о. Принс-Патрик, южнее о. Шаннон, то есть видна практически на всей территории обитаемой Земли, за исключением приполярных областей Арктики. Лучшее время для наблюдения — сентябрь.
Средняя пространственная скорость 6 Кита имеет компоненты (U, V, W)=(18.7, −12.8, −18.0), что означает U=18,7 км/с (движется по направлению к галактическому центру), V=−12,8 км/с (движется против направления галактического вращения) и W=−18,0 км/с (движется в направлении галактического южного полюса). 6 Кита удаляется от Солнца с постоянной лучевой скоростью +16,70 км/с. Это одна из звёзд стандартной лучевой скоростью МАС. По небосводу звезда движется на юго-запад.

## Свойства звезды
6 Кита — карлик, которому Грей и др. (2006) присвоили спектральный класс F8VFe−0.8 CH−0.5 (данный спектр указывало на аномальный дефицит железа, а также на аномальную линию молекулы H-дельта), а также этот спектр указывает на то, что водород в ядре звезды ещё служит ядерным «топливом», то есть звезда находится на главной последовательности. Звезда излучает энергию со своей внешней атмосферы при эффективной температуре около 6289 К, что придаёт ей характерный жёлто-белый цвет звезды спектрального класса F.
Масса звезды весьма скромна, для её спектрального класса и составляет 1,12 {\displaystyle M_{\bigodot }}. Светимость звезды оценивается 3,34 {\displaystyle L_{\bigodot }}. Для того, чтобы планета, аналогичная нашей Земле, получала примерно столько же энергии, сколько она получает от Солнца, её надо было бы поместить на расстоянии 1,85 а. е., то есть несколько дальше той орьиты на которой находится Марс, чья большая полуось орбиты равна 1,52 а. е.. Причём с такого расстояния 6 Кита выглядела бы на 13 % меньше нашего Солнца, каким мы его видим с Земли — 0,435° (угловой диаметр нашего Солнца — 0,5°).
В связи с небольшим расстоянием до звезды её радиус может быть измерен непосредственно, и первая такая попытка была сделана в 1967 году. Данные об этих измерениях приведены в таблице:
| Год  | m    | Спектр | D (mas) | Rабс ({\displaystyle R_{\bigodot }}) | Комм.  |
| 1967 | 4.89 | F6V    | —       | 1.1                                  | [ 15 ] |
| 1969 | 4.88 | F6V    | 0,74    | 1.4                                  | [ 16 ] |

В настоящее время, после измерений миссии Gaia радиус звезды оценивается в 1,51 {\displaystyle R_{\bigodot }}.
Звезда имеет поверхностную гравитацию 4,17 ± 0,12 СГС или 148 м/с2, то есть в 1,85 раза меньше, чем на Солнце (274,0 м/с2), что, по-видимому, может объясняться большой поверхностью звезды, при малой массе. Звезды, имеющие планеты, имеют тенденцию иметь большую металличность по сравнению Солнцем, однако 6 Кита имеет значение металличности гораздо меньше, чем на Солнце −0,33, то есть 46,8 % солнечного значения, что позволяет предположить, что звезда «пришла» из других областей Галактики, где было меньше металлов, и рождено в молекулярном облаке благодаря менее плотному звёздному населению и малому количеству сверхновых звёзд. 6 Кита вращяется со скоростью почти в 2,5 раза выше солнечной и равной 4,88 км/с, что даёт период вращения звезды — 16,2 дня.
Возраст звезды 6 Кита — определён как 4,2 млрд., а поскольку звёзды с массой 1,12 {\displaystyle M_{\bigodot }} живут на главной последовательности порядка 7,3 млрд. лет, то звезде осталось порядка 3,1 млрд. лет жизни. Затем 6 Кита станет красным гигантом, а затем, сбросив внешние оболочки, станет белым карликом. Предполагая, что эволюция жизни на углеродной основе, носит универсальный характер и полагая, что космосе действуют те же законы, что и на Земле, можно сказать, что на планете аналогичной Земле рядом с 6 Кита эволюция находится на стадии палеозоя, а более конкретно на стадии карбона, среди беспозвоночных: новые отряды фораминифер, переднежаберные и лёгочные гастроподы, среди позвоночных: рептилии, что-то вроде (котилозавров) и синапсид, среди высших растений — различные голосеменные: хвойные, кордаитовые и цикадовые. Правда низкая металличность 6 Кита может стать препятствием, для формирования каменных планет.

## Ближайшее окружение звезды
Следующие звёздные системы находятся на расстоянии в пределах 20 световых лет от звезды 6 Кита (включены только: самая близкая звезда, самые яркие (<6,5m) и примечательные звёзды). Их спектральные классы приведены на фоне цвета этих классов (эти цвета взяты из названий спектральных типов и не соответствуют наблюдаемым цветам звёзд):
| Звезда        | Спектральный класс | Расстояние, св. лет |
| Giclas 158-45 | DC8 wd             | 3.41                |
| BE Кита       | G2-3 V             | 6.86                |
| HD 4747       | G9 V               | 12.72               |
| Фи² Кита      | F7V                | 15.22               |
| 94 Водолея    | G8.5IV             | 15.58               |
| 13 Кита       | F6 V               | 16.59               |
| HK Водолея    | M0Ve               | 19.99               |

Рядом со звездой, на расстоянии 20 световых лет, есть ещё порядка 20 красных, оранжевых карликов и жёлтых карликов спектрального класса G, K и M, а также 4 белых карлика, которые в список не попали.